# 1974 en photographie
| Années de la photographie : 1971 - 1972 - 1973 - 1974 - 1975 - 1976 - 1977    |
| Décennies de la photographie : 1940 - 1950 - 1960 - 1970 - 1980 - 1990 - 2000 |

Cet article présente les faits marquants de l'année 1974 en photographie.

## Événements
- Création du Centre international de la photographie (International Center of Photography - ICP) à New York par Cornell Capa et Micha Bar-Am.
- Création en Norvège de la Norsk Fotohistorisk Forening (no), association qui a pour mission de diffuser la connaissance et l'intérêt pour l'histoire de la photographie.
- L'agence française de photojournalisme Sipa Press rachète les fonds photographiques de l'Agence Dalmas active de 1955 à 1965.
- avril : ouverture du Château d'Eau à Toulouse, créé par Jean Dieuzaide, institution culturelle consacrée à la photographie[1].
- Création à Aix-la-Chapelle de la galerie Kicken, galerie d'art allemande entièrement consacrée à la photographie.
- Don à la bibliothèque municipale de Toulouse d'environ 4 700 photographies d'Eugène Trutat ; cet ensemble fait partie du Fonds photographique Eugène-Trutat, réparti entre la bibliothèque, la photothèque du Muséum de Toulouse et les Archives municipales de Toulouse.
- La marque allemande Voigtländer, dont les usines ont fermé en 1972, est rachetée par l'entreprise allemande Rollei.
- 18 octobre : lors de la vente aux enchères organisée à Londres par Sotheby's, le collectionneur américain Sam Wagstaff achète un album de photographies de Julia Margaret Cameron pour 130 000 dollars[2],[3].

## Photographies notables
- Judy Dater, Imogen et Twinka à Yosemite (en) : Imogen Cunningham, l'une des premières femmes photographes américaines, fait la rencontre d'une nymphe des bois de Yosemite ; la nymphe est le modèle d'art Twinka Thiebaud (en)[4],[5].

## Livres de photographies
- Robert Adams, The New West : landscapes along the Colorado Front Range (préf. John Szarkowski), Boulder, Colorado Associated University Press, 122 p.
- Paul Caponigro, Sunflower, New York, Filmhaus, 64 p.

## Études, essais, articles
- Jean-Marie Dunoyer, « Limage, notre langue », Le Monde,‎ 28 février 1974 (lire en ligne).
- Gisèle Freund :
  - Photographie et société, Paris, Seuil, coll. « Points. Histoire » (no 15), 221 p.[6].
  - « Plaidoyer pour la photographie », Le Monde,‎ 27 mars 1974 (lire en ligne).

## Expositions
- 27 mars - 19 mai : New Japanese Photography, Museum of Modern Art (MoMA) ; commissariat de John Szarkowski, directeur du département de photographie du musée, et du critique japonais Shōji Yamagishi[7]

l'exposition réunit 200 photographies réalisées entre 1950 et 1973 par quinze photographes : Ken Domon, Daidō Moriyama, Tetsuya Ichimura, Ryōji Akiyama, Shōmei Tōmatsu, Yasuhiro Ishimoto, Kikuji Kawada, Masatoshi Naitō, Hiromi Tsuchida, Masahisa Fukase, Ikkō Narahara, Eikō Hosoe, Ken Ohara, Shigeru Tamura et Bishin Jūmonji.
- 1er mai - 16 juin : Richard Avedon, Jacob Israel Avedon, rassemblant huit portraits de son père pendant les dernières années de sa vie, Museum of Modern Art (MoMA), New York[8].
- juin : Nadar photographe : portraits d'artistes et de critiques, Musée départemental de l'Oise, Beauvais

puis 15 juillet - 15 août : Musée d'art et d'histoire, Cholet ; septembre : Musée français de la photographie, Bièvres ; 15 octobre - 15 novembre : Musée des beaux-arts, Brest.
- 20 octobre - 5 janvier 1975 : Photographie in der Schweiz von 1840 bis heute, Kunsthaus, Zürich.
- 22 novembre - 20 janvier 1975 : Raoul Hausmann, autour de "L'Esprit de notre temps" : assemblages, collages, photo-montages, Musée national d'Art moderne, Centre Georges-Pompidou, Paris.

## Festivals et congrès photographiques
- 28 juin-27 juillet : 5e Rencontres de la photographie d'Arles. Invités d'honneur : Ansel Adams et Brassaï[9].
- 27 septembre - 3 octobre : photokina, Cologne[10],[11].

## Prix et récompenses
- Prix Niépce : Pierre Michaud.
- Prix Nadar : Gina Lollobrigida,  Italia mia, préface d'Alberto Moravia, Paris, Flammarion, 1973.
- Prix du livre des Rencontres d'Arles : Charles Harbutt, Cambridge, MIT Press  (ISBN 978-0-26208-064-4)[9].
- Médaille David-Octavius-Hill : Fritz Kempe.
- Prix Erich-Salomon : magazine italien Epoca.
- Prix culturel de la Société allemande de photographie : Erwin Fieger et Willy Fleckhaus.
- Prix Robert Capa Gold Medal : William Eugene Smith pour ses photographies sur les conséquences pour la population de la pollution au mercure de la baie de Minamata, au Japon, par les rejets en mer d'une usine chimique.
- Prix Pulitzer de la photographie d'actualité : Anthony K. Roberts (en), photographe indépendant, pour sa série de 4 photographies Fatal Hollywood Drama.
- Prix Pulitzer de la photographie d'article de fond : Slava « Sal » Veder, Associated Press, pour Burst of Joy, photographie prise le 17 mars 1973 du retour d'un prisonnier de guerre accueilli par sa famille sur la base aérienne Travis en Californie ; elle en est venue à symboliser la fin de l'engagement des États-Unis dans la guerre du Viêt Nam.
- Prix Ansel-Adams : Bruce Barnbaum.
- Prix de la Société de photographie du Japon / prix annuel : Keiichirō Gotō.
- World Press Photo of the Year : Orlando Lagos, Le dernier jour du président Salvador Allende lors du coup d'État du 11 septembre 1973 au Chili[12].
- Médaille du progrès de la Royal Photographic Society : Man Ray.

## Naissances
- 1er janvier : Arja Hyytiäinen, photographe finlandaise active en France.
- 31 janvier : Sade Kahra, photographe finlando-suédoise.
- 27 février : Michel Eisenlohr, photographe français.
- 10 mars : Matthieu Alexandre, photographe français.
- 7 avril : David Sitbon, photographe et artiste plasticien français.
- 12 avril : Slava Mogutin, artiste multimédia et photographe russe,
- 11 avril : Ed Alcock, photographe franco-britannique.naturalisé américain, lauréat en 2025 du Prix Niépce.
- 3 mai : Fabrice Sabre, photographe et réalisateur français.
- 7 mai : Delphine Balley, photographe plasticienne française.
- 15 mai : Laurent Ballesta, biologiste naturaliste et photographe français, lauréat du prix Wildlife Photographer of the Year en 2017, 2020 et 2021.
- 24 mai : Sandra Rocha, photographe portugaise, active à Paris.
- 15 juin : Shirana Shahbazi, photographe iralienne, lauréate en 2002 du Prix Citigroup Photography décerna par Deutsche Börse.
- 2 juillet : Jorge Camilo Valenzuela, photographe et réalisateur chilien.
- 15 juillet : Ali Mahdavi, artiste et photographe iranien.
- 1er août : Sascha Weidner, photographe et artiste allemand, mort le 9 avril 2015.
- 25 août : Marc Dozier, photographe et réalisateur français.
- 31 août : Miklos Gaál, artiste photographe finno-hongrois.
- 9 septembre : Sandrine Roudeix, écrivaine et photographe française.
- 14 septembre : Ekaterina Kruchkova, artiste-photographe russe.
- 24 septembre : 
  - Alan Aubry, photographe français.
  - Jacques Honvault, ingénieur et photographe français.
- 27 septembre : Samuel Bollendorff, photojournaliste et documentariste français.
- 12 novembre : Patricia Faessler, modèle et photographe suisse.
- 8 décembre : Nick Zinner, musicien et photographe américain.
- 24 décembre : Damon Winter, photographe américain, lauréat en 2009 du Prix Pulitzer de la photographie d'article de fond.

- Date précise inconnue ou non renseignée :
  - Taslima Akhter, photographe bangladaise.
  - Éric Antoine, photographe français.
  - Pep Bonet, photographe espagnol.
  - Sébastien Calvet, photojournaliste français
  - Joana Choumali, photographe ivoirienne.
  - Jacob Felländer, photographe suédois.
  - Elena Filatova, photographe ukrainienne.
  - Shadafarin Ghadirian, artsite photographe iranienne.
  - Rafael Y. Herman, artiste et photographe israélien.
  - Natalia Jaskula, photographe polonaise active à Paris.
  - Sophie Langohr, artiste plasticienne et photographe belge.
  - Laura Noble, enseignante et écrivaine britannique, spécialiste d'art photographique.
  - Salif Traoré, photographe malien.
  - Susana Vera, photojournaliste espagnole.

## Décès
- 10 février : Willy Kessels, photographe belge, né le 26 janvier 1898.
- 19 avril : Manshichi Sakamoto, photographe japonais, né le 13 janvier 1900.
- 30 mai : Ihei Kimura, photographe japonais, né le 12 décembre 1901.
- 3 septembre : Eduardo Cativiela Pérez, ethnographe et photographe néerlandais, né le 1er mai 1888.
- 20 octobre : Julien Bryan, photographe, cinéaste et documentariste américain, né le 23 mai 1899.
- 15 novembre : Marcel Lefrancq, photographe et collagiste surréaliste belge, né le 9 octobre 1916.
- 17 décembre : Hans Hausamann, photographe et officier de renseignement suisse, né le 6 mars 1896.
- 29 décembre : Peter Reijnders, réalisateur et photographe néerlandais, né le 24 juillet 1900.

- Date précise inconnue ou non renseignée :
  - Salla Casset, photographe sénégalais, né en 1910.
- Minoru Sakata, photographe sénégalais, né en 1902.

## Célébrations
Centenaire de naissance
- Paul Decauville-Lachènée
- Hugo Erfurth
- Enrique Guinea
- Eugène Lemaire
- Lewis Hine
- Joseph Malicot
- Henri Manuel
- Léon Peret
- Alice Schalek

Centenaire de décès
- Cornelis Hendrik van Amerom
- Frederick Coombs
- Eugène Durieu
- Jules Géruzet
- Louis Adolphe Humbert de Molard
- Louise Leghait
- John Watkins